# Elin Callmer
Elin Elisabeth Callmer, född 13 april 1989 i Sankt Görans församling, Stockholms län, är en svensk visartist.

## Diskografi i urval
- 2020 – Frustration

## Utmärkelser
- 2021 – Nominerad till Manifestpriset[5]
- 2021 – Hanne Juul-stipendiet[6]